# Anzug

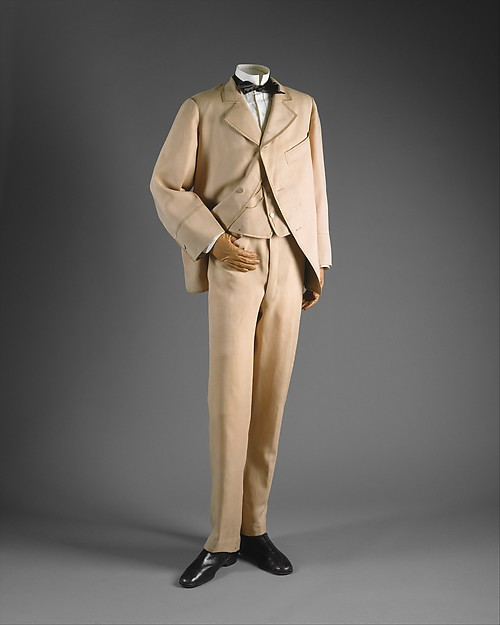
Britischer Anzug aus dem 19. Jahrhundert

Der Begriff Anzug hat verschiedene Bedeutungsvarianten. In seiner umfassendsten Bedeutung ist ein Anzug alles, was man gleichzeitig als Bekleidung am menschlichen Körper trägt. Die Umgangssprache verwendet „Anziehsachen“ ähnlich.

## Bedeutungen
In etwas engerem Sinne bedeutet Anzug ein Kleidungsstück oder eine als Einheit konzipierte und gestaltete Zusammenstellung, die den ganzen Körper, zumindest Oberkörper und Beine, meist auch Arme, seltener Kopf, Hände und Füße, bekleidet, etwa ein Tauchanzug oder Raumanzug, vorausgesetzt, die Beinkleider haben Hosenform. Meistens sind Anzüge zweiteilig und bestehen aus Ober- und Unterteil. Manchmal sind sie auch (wie ein Overall) einteilig (im Schweizer Sprachgebrauch üblich), dreiteilig (Dreiteiler aus Jacke, Weste, Hose) oder mehrteilig. Bei Röcken spricht man heute vom Kostüm bei einem Zweiteiler oder Kleid (resp. schweiz. Rock) bei einem Einteiler. 
Noch weiter eingeengt und wohl am häufigsten verwendet bezeichnet Anzug den klassischen Herrenanzug beziehungsweise Straßenanzug. Er besteht aus Sakko und Hose sowie manchmal einer Weste aus dem gleichen Obermaterial in derselben Farbe. Er wird mit Hemd und meist mit Krawatte, Schleife oder Stehkragen zu besonderen Anlässen (Ausgehanzug) oder als Geschäftsanzug getragen. Sonderformen für festliche Anlässe sind beispielsweise Cutaway, Stresemann, Smoking und Frack.
Eine Variante des Anzugs ist die Kombination, bestehend aus (Sport-)Sakko (Blazer) und einer nicht aus demselben Stoff gefertigten (Tuch-)Hose. Leger und sportlich wird das Sakko mit einer Jeans oder Chinohose kombiniert. Als Spezzato in Italien schon lange üblich, ist die Kombination als Broken Suit (gebrochener Anzug) seit den 2010er Jahren zunehmend beliebt geworden. Dabei werden Ober- und Unterteile verschiedener Anzüge kombiniert, um einen stofflichen Kontrast zu erzeugen; so entstehen auch weniger legere, elegante zwei- oder dreiteilige Anzüge.  Ein klassischer, formeller Vertreter des Broken Suit ist der Stresemann und seine angelsächsischen Varianten.
Weitere Anzüge:
- Hosenanzug
- Arbeitsanzug (Overall)
- Schlafanzug (Pyjama)
- Stresemann

Sonderfälle:
- Sportanzug
  - Trainingsanzug
  - Jogginganzug
  - Voltigieranzug
  - Tauchanzug
  - Trockenanzug
  - Badeanzug, Schwimmanzug
- Kampfanzug
- Trachtenanzug
  - Steireranzug
  - Kärntner Anzug

Begriffe:
- Revers
- Manschette
- Boutonnière
- Einstecktuch

## Dokumentation
- Der Herrenanzug – Uniform der Moderne. Regie: Tamara Erde, ARTE F, Frankreich, 18 Minuten, 2020